# Вудрафф, Джон
Джон Вудрафф — американский легкоатлет, который специализировался в беге на 800 метров и 880 ярдов. После завершения карьеры он многие годы служил в армии, был кадровым офицером. В 1957 году вышел в отставку в звании подполковника.

## Личная жизнь
Был женат 2 раза, вторую жену звали Роуз Вудрафф. В 2003 году они вместе с Роуз переехали в Фонтейн-Хиллс. От первого брака у него были дочь Рэни Джиллиам и сын Джон Вудрафф младший, который работал (на 2006 год) адвокатом в Нью-Йорке. В начале 2000 годов он перенёс ампутацию обеих ног, в связи с тем что сломал бедро. До этого он несколько лет был в инвалидной коляске.

## Спортивная карьера
На олимпийских играх 1936 года выиграл золотую медаль на дистанции 800 метров с результатом 1.52,9. Чемпион США 1937 года в беге на 800 метров — 1.50,0. В 1940 году выиграл свои последние соревнования, на которых он победил с результатом 1.48,6 — это время в течение 12 лет было рекордом США.